# جورج تي. سميث
جورج تي. سميث هو محامي وقاضي وسياسي أمريكي، ولد في 15 أكتوبر 1916 في مقاطعة ميتشل في الولايات المتحدة، وتوفي في 23 أغسطس 2010. نشط حزبياً في الحزب الديمقراطي. وقد انتخب عضو مجلس نواب جورجيا ‏.